# Glenea adelpha
Glenea adelpha là một loài bọ cánh cứng trong họ Cerambycidae.